# Wereldkampioenschappen boksen vrouwen 2005

De wereldkampioenschappen boksen 2005 vonden plaats van 25 september tot en met 3 oktober 2005 in Podolsk, Rusland. Het onder auspiciën van AIBA georganiseerde toernooi was de derde editie van de Wereldkampioenschappen boksen voor vrouwen. In deze editie streden 152 boksers uit 28 landen om de medailles in dertien gewichtscategorieën.

## Medailles
| Gewichtsklasse               | Goud              | Zilver          | Brons                                  |
| ---------------------------- | ----------------- | --------------- | -------------------------------------- |
| Minimumgewicht (– 46 kg)     | Mary Kom          | Jong Ok         | Yelena Sabitova Gretchen Abaniel       |
| Lichtvlieggewicht (– 48 kg)  | Olesya Gladkova   | Ri Jong-hyang   | Camelia Negrea Yésica Bopp             |
| Vlieggewicht (– 50 kg)       | Simona Galassi    | Ri Hyang-mi     | Kalpana Choudhury Viktoriya Usachenko  |
| Lichtbantamgewicht (– 52 kg) | Sofya Ochigava    | Sümeyra Kaya    | Samiha Yassan Viktoria Rudenko         |
| Bantamgewicht (– 54 kg)      | Mihaela Cijevschi | Dina Burger     | Pak Kyong-ok Laishram Sarita Devi      |
| Vedergewicht (– 57 kg)       | Yelena Karpacheva | Yun Kum-ju      | Sandra Bizier Zsuzsana Szuknai         |
| Lichtgewicht (– 60 kg)       | Tatyana Chalaya   | Gülsüm Tatar    | Kang Kum-hui Mitchel Martinez          |
| Halfweltergewicht (– 63 kg)  | Yulia Nemtsova    | Cecilia Brækhus | Katie Dunn Vinni Busk Skovgaard        |
| Weltergewicht (– 66 kg)      | Mary Spencer      | Irina Sinezkaya | Oleksandra Kozlan Yvonne Bæk Rasmussen |
| Halfmiddengewicht (– 70 kg)  | Olga Slavinskaya  | Ariane Fortin   | Chenthittail Aswathimol Nurcan Çarkçı  |
| Middengewicht (– 75 kg)      | Anna Laurell      | Olga Novikova   | Mariya Yavorskaya Anita Ducza          |
| Halfzwaargewicht (– 80 kg)   | Galina Ivanova    | Selma Yağcı     | Beata Malek Tyler Lord-Wilder          |
| Zwaargewicht (– 86 kg)       | Mária Kovács      | Şemsi Yaralı    | Mariya Reyngard Jyotsna Kumari         |

Bron: AIBA

## Medaillespiegel
| Plaats | Land             | Goud | Zilver | Brons | Totaal |
| 1      | Rusland          | 7    | 1      | 4     | 12     |
| 2      | Canada           | 1    | 1      | 2     | 4      |
| 3      | India            | 1    | 0      | 4     | 5      |
| 4      | Hongarije        | 1    | 0      | 2     | 3      |
| 5      | Roemenië         | 1    | 0      | 1     | 2      |
| 6      | Italië           | 1    | 0      | 0     | 1      |
| 6      | Zweden           | 1    | 0      | 0     | 1      |
| 8      | Noord-Korea      | 0    | 4      | 2     | 6      |
| 9      | Turkije          | 0    | 4      | 1     | 5      |
| 10     | Oekraïne         | 0    | 1      | 2     | 3      |
| 11     | Noorwegen        | 0    | 1      | 0     | 1      |
| 11     | Zwitserland      | 0    | 1      | 0     | 1      |
| 13     | Denemarken       | 0    | 0      | 2     | 2      |
| 13     | Filipijnen       | 0    | 0      | 2     | 2      |
| 15     | Argentinië       | 0    | 0      | 1     | 1      |
| 15     | Egypte           | 0    | 0      | 1     | 1      |
| 15     | Polen            | 0    | 0      | 1     | 1      |
| 15     | Verenigde Staten | 0    | 0      | 1     | 1      |
| Totaal | Totaal           | 13   | 13     | 26    | 52     |

Bron: AIBA